# Celosia nana
Celosia nana är en amarantväxtart som beskrevs av John Gilbert Baker. Celosia nana ingår i släktet celosior, och familjen amarantväxter. Inga underarter finns listade i Catalogue of Life.